# 橘佳奈
橘 佳奈（たちばな かな、1985年10月20日 - ）は、日本の歌手。大阪府出身。クラッチ所属。レーベルはTOKYO(w)REC(k)ORDS。
女性グループDreamの元メンバー。2009年から2014年頃までKana表記を使用していた。

## 略歴
1999年8月10日、応募総数12万人を記録したエイベックス主催オーディション『avex dream 2000』の最終選考が行われ、松室麻衣、長谷部優とともにグランプリを受賞。dreamを結成。
2000年1月1日、dreamのメンバーとしてシングル「Movin' on」でデビュー。
2002年7月7日、松室の脱退に伴いリーダーとなった。
2004年2月13日、堀越高等学校を卒業。
2010年11月24日、ソロ活動移行のため、ライブツアー『Dream Live Tour 2010〜2011 "Hands Up!!"』最終日をもってDreamを脱退することを発表。
2011年2月20日、Dreamを脱退。
2013年11月25日、ソロとなって初のアコースティックライブを開催。
2015年4月10日、橘佳奈として「ヒカリ」、「あの微笑みを」を配信。

## 作品

### 配信
iTunes、レコチョク、music.jp、amazon music、KKBOX
1. ヒカリ（2015年4月10日）
作詞：松室麻衣、作曲：イケガミキヨシ
2. あの微笑みを（2015年4月10日）
作詞：不明、作曲：川本比佐志、冨田謙

### シングル
1. 東京プリン、橘佳奈 / この人（2004年11月3日、AVCD-30633） 
  - この人--橘佳奈ver.--

### 参加作品
1. Slow Dance Original Sound Track（2005年7月27日、AVCD-17716）
  - Three Years（橘佳奈）
  - One More Time（橘佳奈、Mayu、Rap：natsu）
  - 恋のメロディー（橘佳奈、Mayu）
2. 城田優 / UNO（2012年3月7日、AVCD-38458、AVCD-38459/B、AVCD-38460）
  - Obstinacy feat. Kana Tachibana

## 楽曲提供
すべて作詞
| アーティスト | タイトル         | 作曲                       | 収録作品                      | 発売日        |
| ------------ | ---------------- | -------------------------- | ----------------------------- | ------------- |
| dream        | FREE AS THE WIND | 長尾大、多胡邦夫、米田浩徳 | 1stアルバム「Dear…」          | 2001年2月28日 |
| dream        | New Days         | 長尾大、菊池一仁           | 2ndアルバム「Process」        | 2002年2月14日 |
| dream        | Answer           | 五十嵐充                   | 2ndアルバム「Process」        | 2002年2月14日 |
| DRM          | to you           | Jin Nakamura               | 4thデジタルシングル「to you」 | 2008年4月7日  |

## 出演

### 舞台
- ミュージカル『素敵な世界』（2017年3月 - 4月）